# Katy Marchant
Katy Marchant (Leeds, 15 de setembre de 1993) és una ciclista anglesa especialista en el ciclisme en pista. Ha guanyat una medalla de bronze als Jocs Olímpics de Rio en la prova de Velocitat.

## Palmarès
- 2015
  -  Campiona d'Europa sub-23 en Keirin
  -  Campiona del Regne Unit en Velocitat
  -  Campiona del Regne Unit en Keirin
  -  Campiona del Regne Unit en 500 metres
  -  Campiona del Regne Unit en Velocitat per equips (amb Jessica Varnish)
- 2016
  -  Medalla de bronze als Jocs Olímpics de Rio de Janeiro en Velocitat